# ヘルマン・フリートマン
アドルフ・ヘルマン・フリードマン（Adolph Hermann Friedmann、1873年4月11日　ビャウィストク - 1957年5月25日　ハイデルベルク）は、ポーランド出身のドイツの哲学者、法学者。記事のタイトルでは「フリートマン」になっているが、ポーランドその他での発音はフリードマンである。

## 人物
ハイデルベルクで法学と歴史学を、ベルリンで自然科学と哲学を学んだ後、1897年にハイデルベルク大学で博士学位を取得した。
ベルリン時代においては、フリードマンはルドルフ・シュタイナーと共にジョルダーノ・ブルーノ連盟 Giordano-Bruno-Bund （名称はイタリアの哲学者・作家であったジョルダーノ・ブルーノに因む） とフリードリッヒスハーゲナー会 Friedrichshagener Dichterkreis の一員であった。そこでフリードマンはブルノ・ヴィレとヴィルヘルム・ベルシェと交友関係にあった。
1898年から1902年にかけてフリードマンはバーゼルの弁護士として活躍した。1906年から1934年にかけては、ヘルシンキ大学にて哲学史の教授資格を得たフィンランドに滞在した。フリードマンはまたフィンランドのソ連総督の顧問弁護士でもあった。
ヨーロッパでの政治情勢の変化から、フリードマンは1934年にロンドンへと居を移した。ロンドンには終戦してからも留まった。フリードマンはロンドンのドイツ・ペンクラブの設立に関与し、1946年からはその代表となった。
1950年にフリードマンはハイデルベルク大学名誉教授の称号を受け、ハイデルベルク大学で国際法と自然法の教鞭を執った。1951年にドイツ・ペンクラブの名誉会長になった。
フリードマンは20世紀におけるドイツ文学に関して数多くの著作を残している。

## 著作
- Die Welt der Formen (1925年、21930年)
- Wissenschaft und Symbol (1940年)
- Sinnvolle Odysee (1950年)